# Ascominuta
Ascominuta — рід грибів. Назва вперше опублікована 2000 року.

## Класифікація
До роду Ascominuta відносять 2 види:
- Ascominuta lignicola
- Ascominuta ovalispora